# Polonia Piła (piłka nożna)
Polonia Piła – polski klub piłkarski z siedzibą w Pile, powstały w 1945 roku. Rozwiązany w 2016 roku.

## Historia
Klub powstał w 1945 roku pod nazwą Kolejarz Piła i działał pod opieką PKP. W sezonach 1951 i 1952 drużyna występowała w Klasie A, która była III poziomem rozgrywek piłkarskich w Polsce. W sezonie 1954/1955 zespół po raz pierwszy zagrał w centralnych rozgrywkach Pucharu Polski, gdzie odpadł po I rundzie. W 1957 roku klub przyjął nazwę Międzyzakładowy Klub Sportowy Polonia Piła, a w sezonie 1958 wystąpił ponownie w III lidze. Przez sześć sezonów, od 1977/1978 do 1982/1983, drużyna występowała w rozgrywkach III ligi, a 3. miejsce było najlepszym jakie zespół zajął. W sezonie 1977/1978 Polonia Piła doszła do 1/32 finału Pucharu Polski, gdzie przed kilkoma tysiącami widzów przegrała u siebie z GKS Tychy 0:1. Ostatni raz Trójkolorowi zagrali w Pucharze Polski w sezonie 1981/1982, gdzie odpadli już po I rundzie. W 1990 roku Polonia dokonała fuzji z Zakładowym Klubem Sportowym Polam Piła i pod nazwą Polonia/Polam wystąpiła w III lidze w sezonie 1990/1991, następnie wracając do oryginalnej nazwy. W sezonie 1992/1993 pilanie ponownie grali w III lidze, jednak drużyna spadła z rozgrywek, był to też jej ostatni występ na poziomie centralnym. W połowie lat 90. XX wieku klub został zlikwidowany. 
10 kwietnia 2008 roku wskutek fuzji klubów: TP Piła, Lotnika Piła i Orła Piła powstało Towarzystwo Piłkarskie Polonia Piła, które kontynuowało historię Międzyzakładowego Klubu Sportowego Polonia Piła. Po rundzie jesiennej sezonu 2015/2016 zespół został wycofany z rozgrywek, a w 2016 roku klub został rozwiązany. W tym samym roku powstał Klub Piłkarski Piła, który zajął miejsce Polonii na piłkarskiej mapie Piły.

### Historyczne nazwy
- 1945 – „Kolejarz” Piła[1]
- 1957 – Międzyzakładowy Klub Sportowy „Polonia” Piła
- 1990 – „Polonia/Polam” Piła (fuzja Polonii i Polamu Piła)
- 1991 – Międzyzakładowy Klub Sportowy „Polonia” Piła
- 2008 – Towarzystwo Piłkarskie „Polonia” Piła

## Sukcesy
- 3. miejsce w III lidze: 1979/1980[5]
- Puchar Polski:
  - 1/32 finału (II runda): 1977/1978

## Stadion
Polonia domowe mecze rozgrywała głównie na stadionie powiatowym (dawniej stadion Gwardii) przy ulicy Okrzei 4. Sporadycznie na żużlowo-piłkarskim stadionie Polonii przy ulicy Bydgoskiej, gdzie grały rezerwy i juniorskie zespoły Polonii, oraz na lekkoatletyczno-piłkarskim stadionie Miejskiego Ośrodka Sportu i Rekreacji w Pile.

## Występy w III lidze
| Sezon     | Rozgrywki ligowe          | Rozgrywki ligowe | Rozgrywki ligowe | Rozgrywki ligowe | Rozgrywki ligowe | Rozgrywki ligowe | Rozgrywki ligowe | Rozgrywki ligowe | Rozgrywki ligowe | Puchar Polski (rozgrywki centralne) |
| Sezon     | Nazwa ligi                | Miejsce          | M                | Z                | R                | P                | +/−              | Pkt              | Uwagi            | Puchar Polski (rozgrywki centralne) |
| --------- | ------------------------- | ---------------- | ---------------- | ---------------- | ---------------- | ---------------- | ---------------- | ---------------- | ---------------- | ----------------------------------- |
| 1951      | Klasa A, grupa Poznań III | 6                |                  |                  |                  |                  |                  |                  | –                | –                                   |
| 1952      | Klasa A, grupa Poznań III |                  |                  |                  |                  |                  |                  |                  | –                | –                                   |
| 1958      | III liga, grupa Poznań V  | 11               | 22               |                  |                  |                  | 26:73            | 14               | –                | –                                   |
| 1977/1978 | III liga, grupa VII       | 8                | 26               | 8                | 9                | 9                | 27:37            | 25               | –                | II runda (1/32 finału)              |
| 1978/1979 | III liga, grupa VII       | 10               | 26               | 7                | 11               | 8                | 31:33            | 25               | –                | –                                   |
| 1979/1980 | III liga, grupa VII       | 3                | 24               | 13               | 5                | 6                | 36:23            | 31               | –                | –                                   |
| 1980/1981 | III liga, grupa I         | 10               | 26               |                  |                  |                  | 27:44            | 25               | –                | –                                   |
| 1981/1982 | III liga, grupa I         | 13               | 26               |                  |                  |                  | 23:47            | 18               | –                | I runda                             |
| 1982/1983 | III liga, grupa II        | 13               | 26               |                  |                  |                  | 23:78            | 9                | –                | –                                   |
| 1990/1991 | III liga, grupa Poznań    | 14               | 26               |                  |                  |                  | 23:54            | 12               | –                | –                                   |
| 1992/1993 | III liga, grupa Poznań    | 17               | 34               |                  |                  |                  | 34:86            | 16               | –                | –                                   |
| Źródła    |                           |                  |                  |                  |                  |                  |                  |                  |                  |                                     |